# Коментар до прохання про помилування
«Коментар до прохання про помилування» (рос. «Комментарий к прошению о помиловании») — радянський художній фільм 1988 року, знятий режисером Інною Туманян на Кіностудії ім. М. Горького.

## Сюжет
За добу переступить поріг камери попереднього ув'язнення колишній начальник главку та депутат Мосради. Сяде за хабар, хоч він і не вимагав. А поки що у нього є можливість побути на волі.

## У ролях
- Рим Аюпов — В'ячеслав Іванович Тепляков
- Євдокія Германова — Руда
- Расмі Джабраїлов — Ісаак Мойсейович
- Людмила Долгорукова — Надія Говорова
- Ігор Кан — слідчий
- Данило Нетребін — Берітов, фігурант кримінальної справи
- Олексій Михайлов — Коля, приятель
- Галина Морачова — Зоя Петрівна, секретарка
- Марія Виноградова — Клавдія Іванівна, бухгалтер
- Георгій Геловані — епізод
- Максим Ждановських — приятель Рудої
- Святослав Калугін — епізод
- Олег Лопухов — епізод
- Г. Маняхіна — епізод
- Галина Стаханова — епізод
- К. Саксонський — епізод
- Сергій Шенталінський — епізод
- Галина Щепетнова — дівчина в підземному переході
- Петро Коробов — бармен
- Микола Ісенко — офіціант
- Т. Зайцева — епізод
- В. Попова — епізод
- Наталія Тимоніна — епізод
- Шалва Херхеулідзе — продавець квітів
- Георгій Мдинарідзе — продавець квітів
- Нугзар Барамідзе — продавець квітів
- Зінаїда Кулакова — начальник ЖЕКу

## Знімальна група
- Режисер — Інна Туманян
- Сценаристи — Юрій Щекочихін, Інна Туманян
- Оператор — Валерій Гінзбург
- Композитор — Мікаел Тарівердієв
- Художник — Віктор Сафронов